# Janus (maan)
Janus is een natuurlijke maan van Saturnus, ontdekt door Audouin Dollfus in 1966.
De maan is genoemd naar Janus, de Romeinse god van ingangen en uitgangen, van deuren en poorten, van verleden en toekomst.
Janus wisselt elke vier jaar van baan met de iets kleinere maan, Epimetheus.

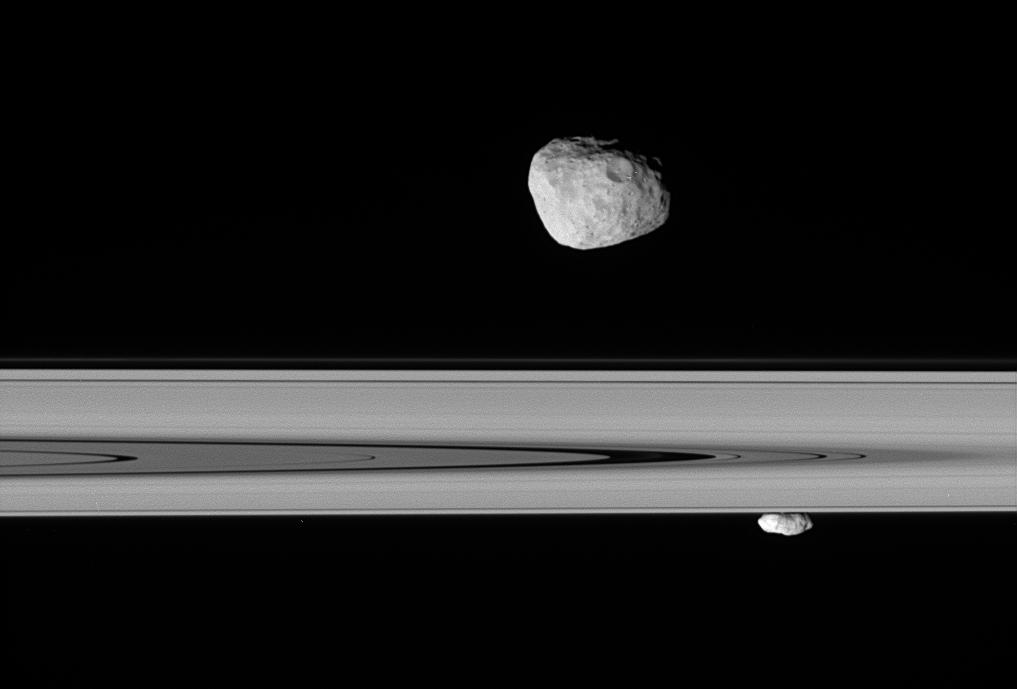
Janus (boven), Prometheus (onder) en de ringen van Saturnus